# Dworek Wincentego Pola w Lublinie

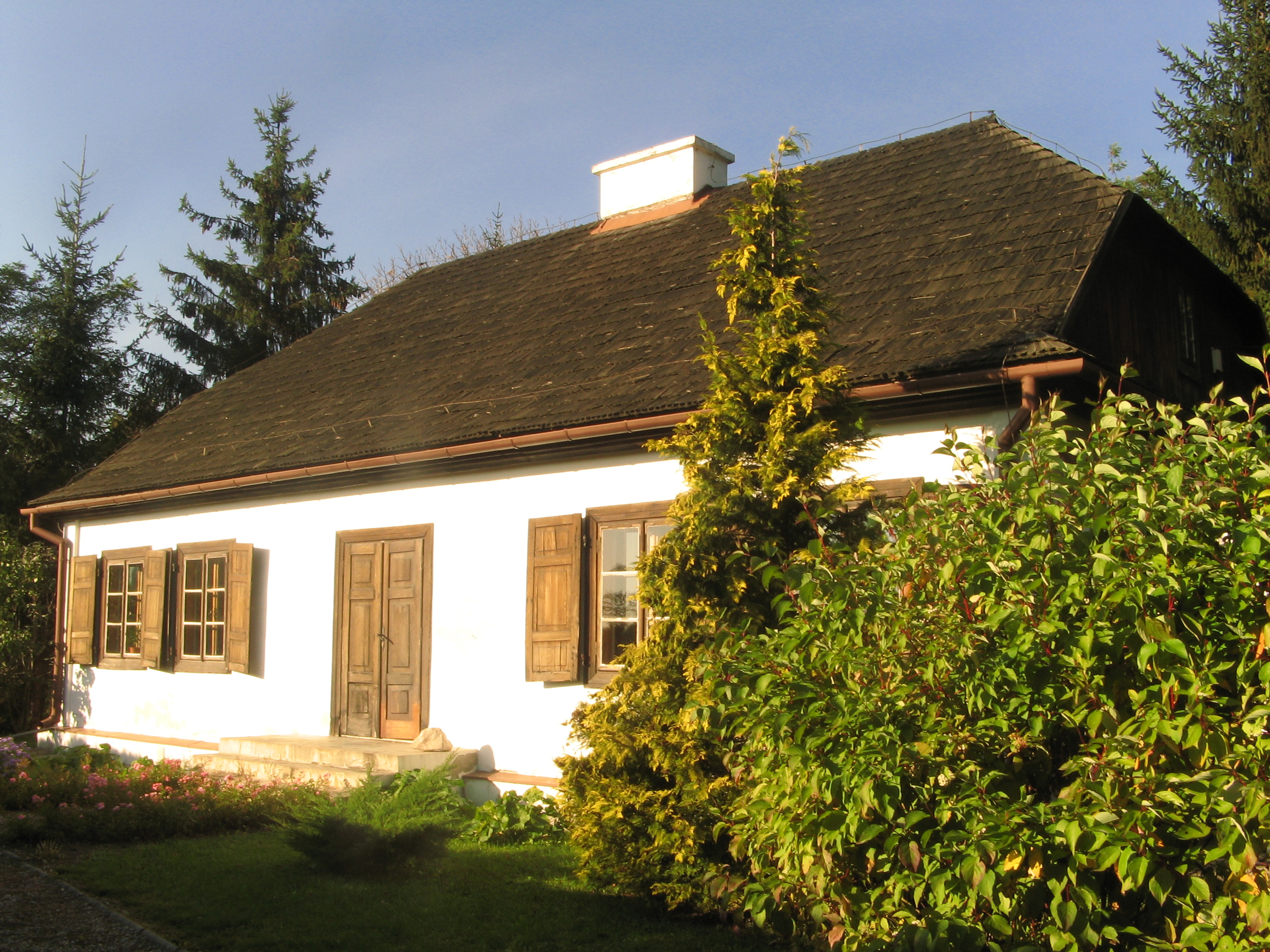
Dworek Wincentego Pola.

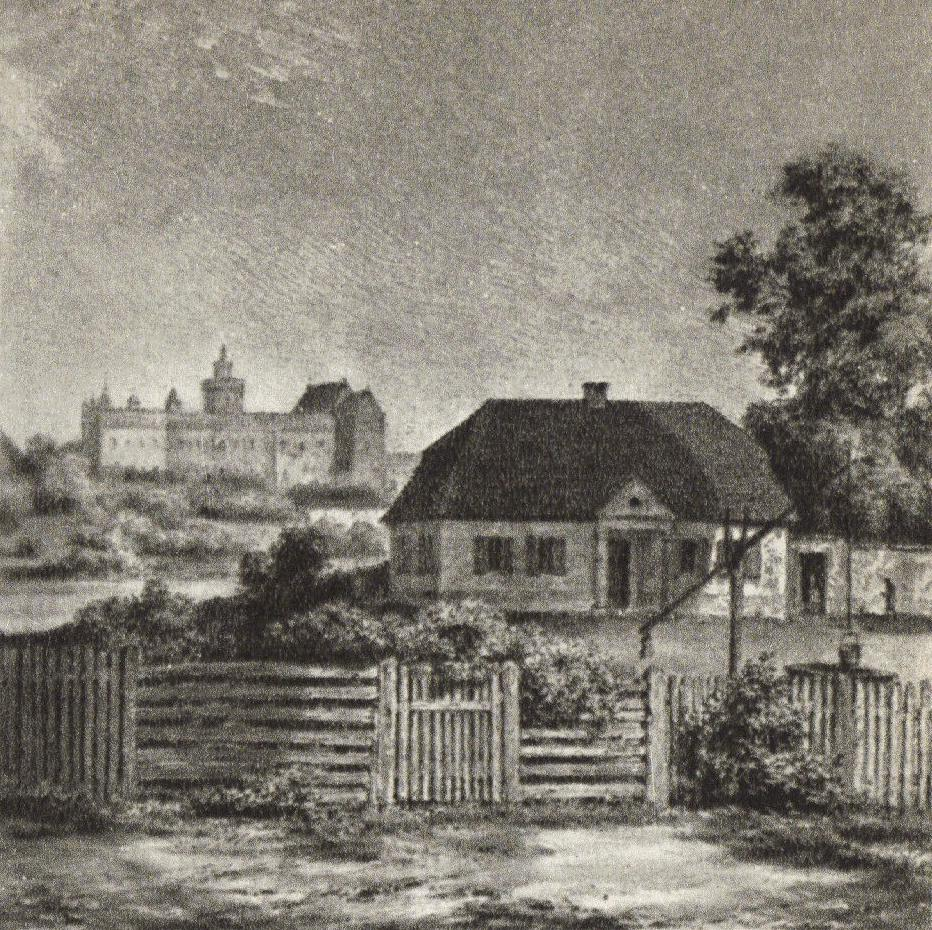
Dworek Wincentego Pola, litografia według rysunku N. Ordy z roku 1883.

Dworek Wincentego Pola w Lublinie – muzeum biograficzne Wincentego Pola mieszczące się w klasycystycznym dworku wzniesionym w końcu XVIII wieku na terenie niewielkiego folwarku Firlejowszczyzna pod Lublinem.

## Historia
W latach 1804–1810 własność Franciszka Ksawerego Pola, ojca Wincentego Pola. Sprzedany po wyjeździe rodziny Polów do Lwowa, w 1860 roku powrócił na siedemnaście lat do rodziny. Dworek pozostawał na pierwotnym miejscu do 1969 roku, skąd przeniesiony został na posesję przy ul. Kalinowszczyzna 13, jako pierwszy muzealny obiekt tworzonego w Lublinie skansenu. W setną rocznicę śmierci Wincentego Pola, 2 grudnia 1972 roku, dokonano uroczystego otwarcia muzeum. Po zmianie lokalizacji skansenu w 1977 roku budynek przekazano Muzeum Okręgowemu w Lublinie.

## Galeria

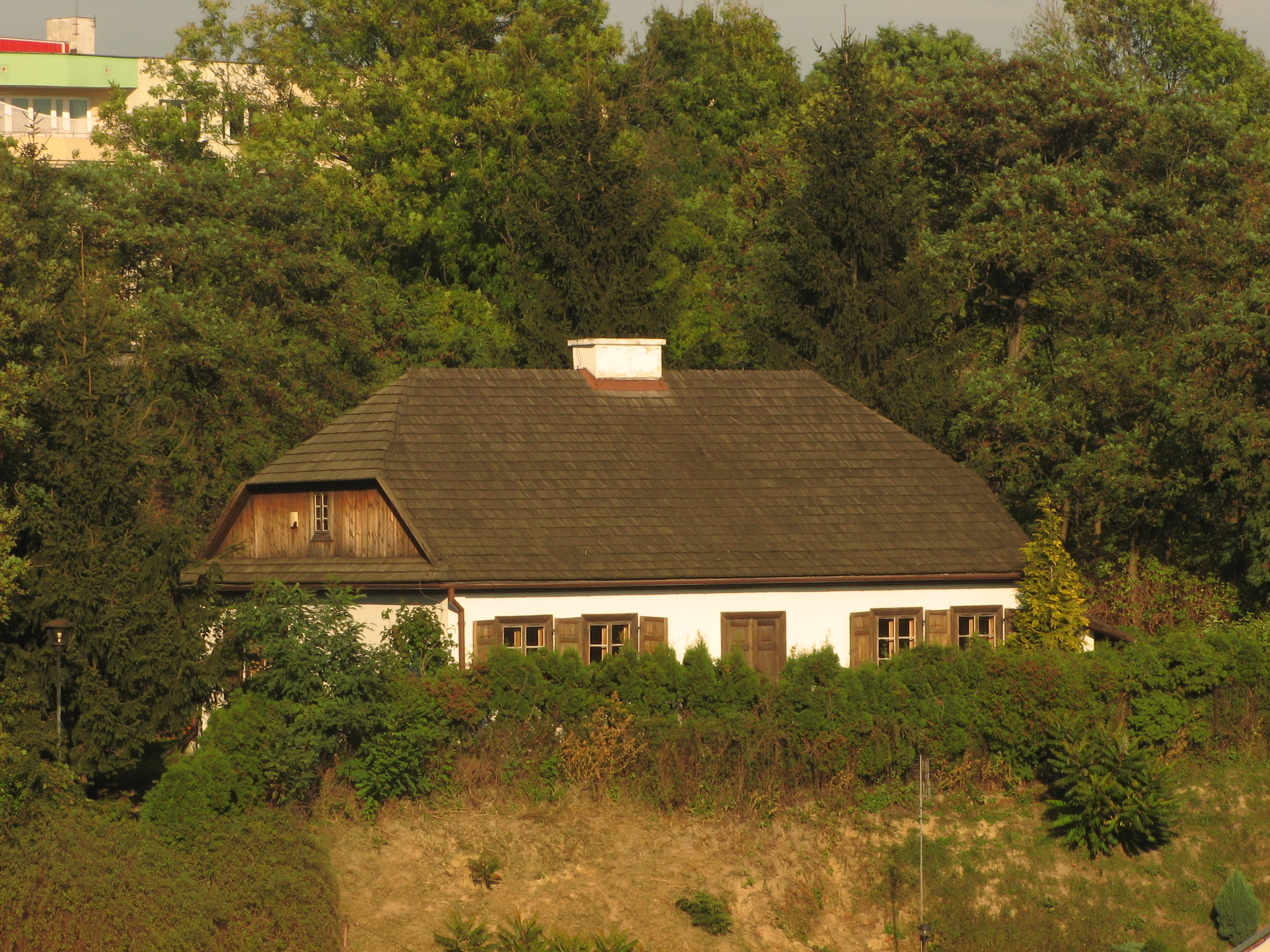
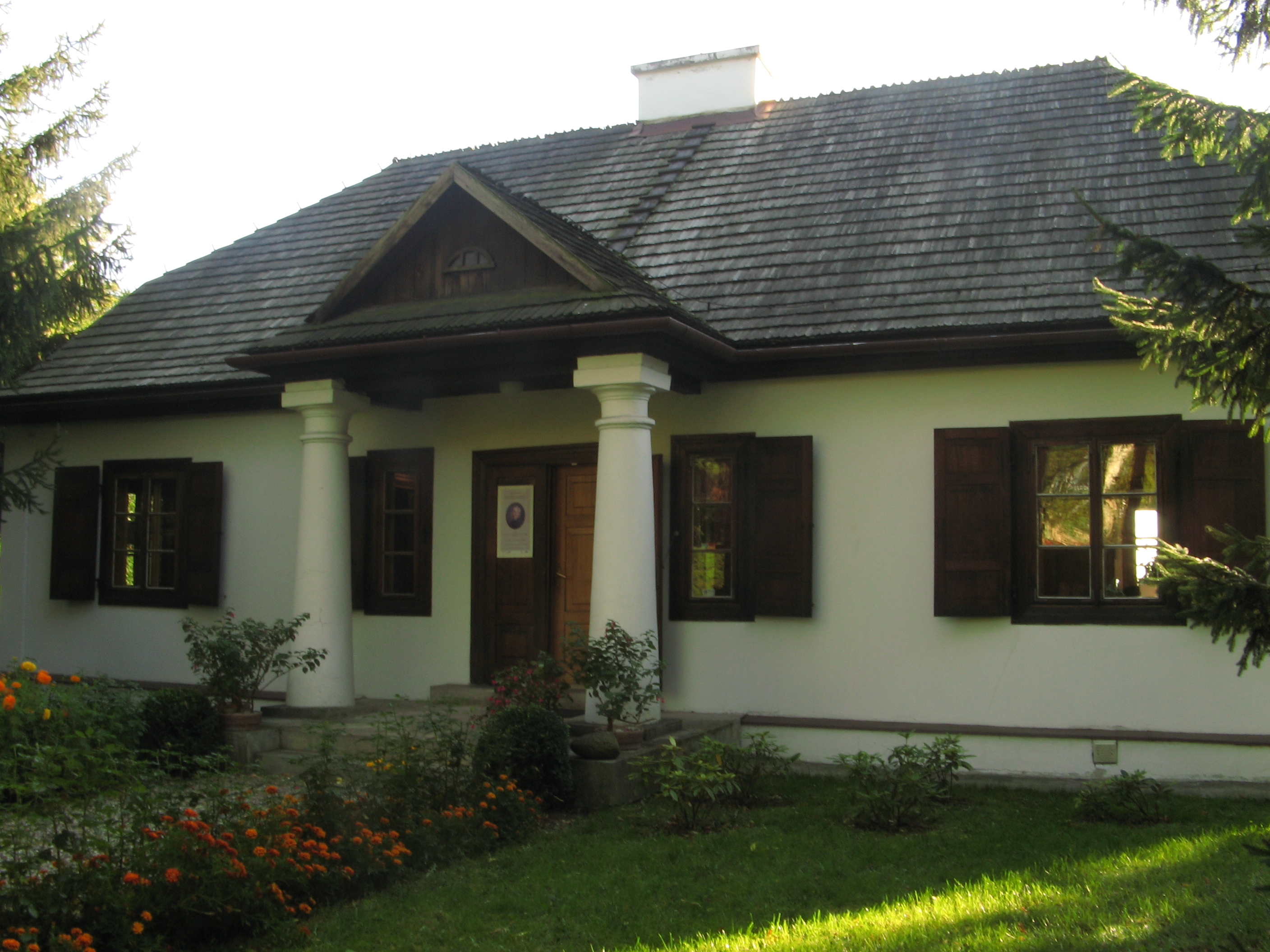
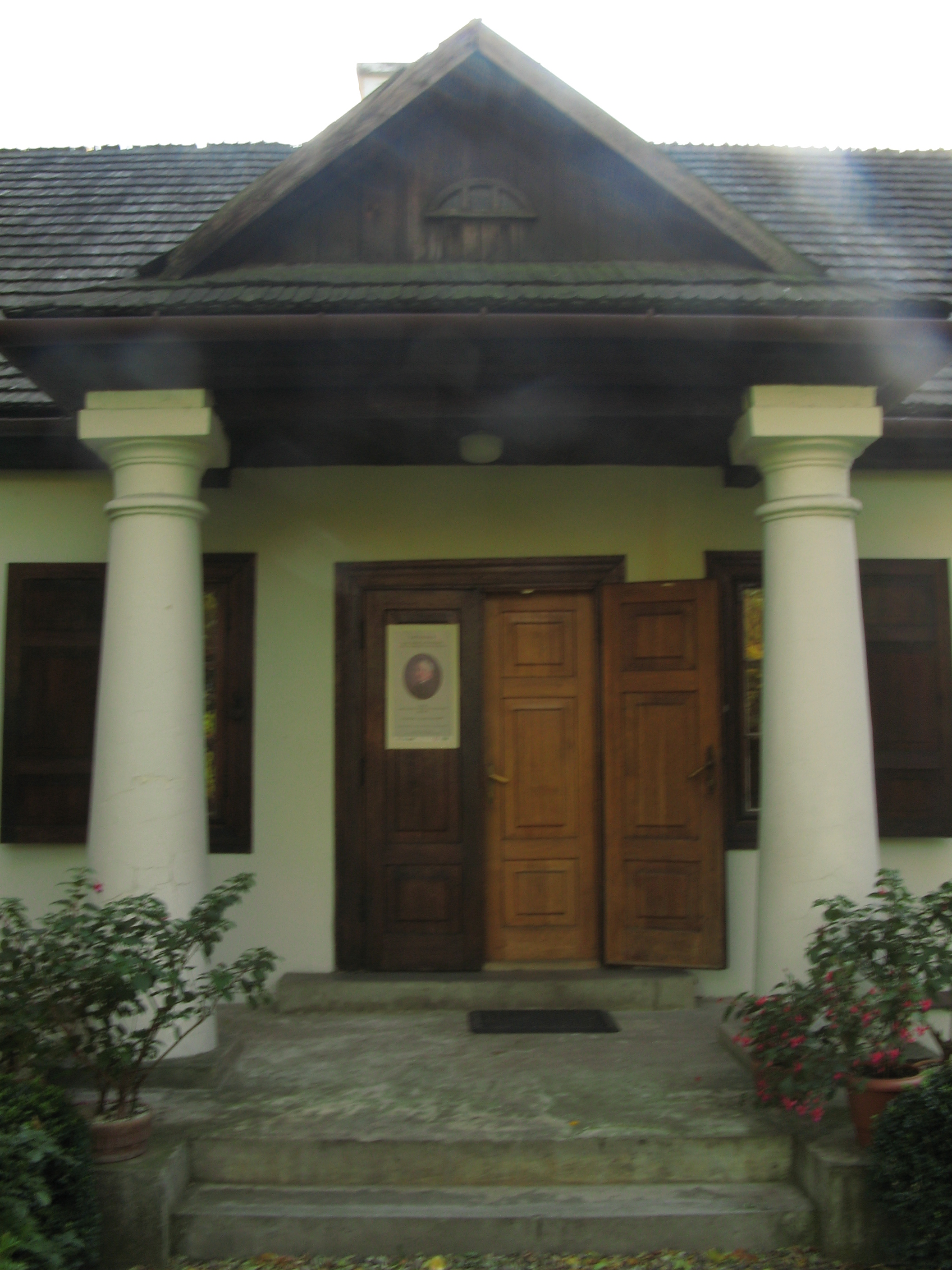
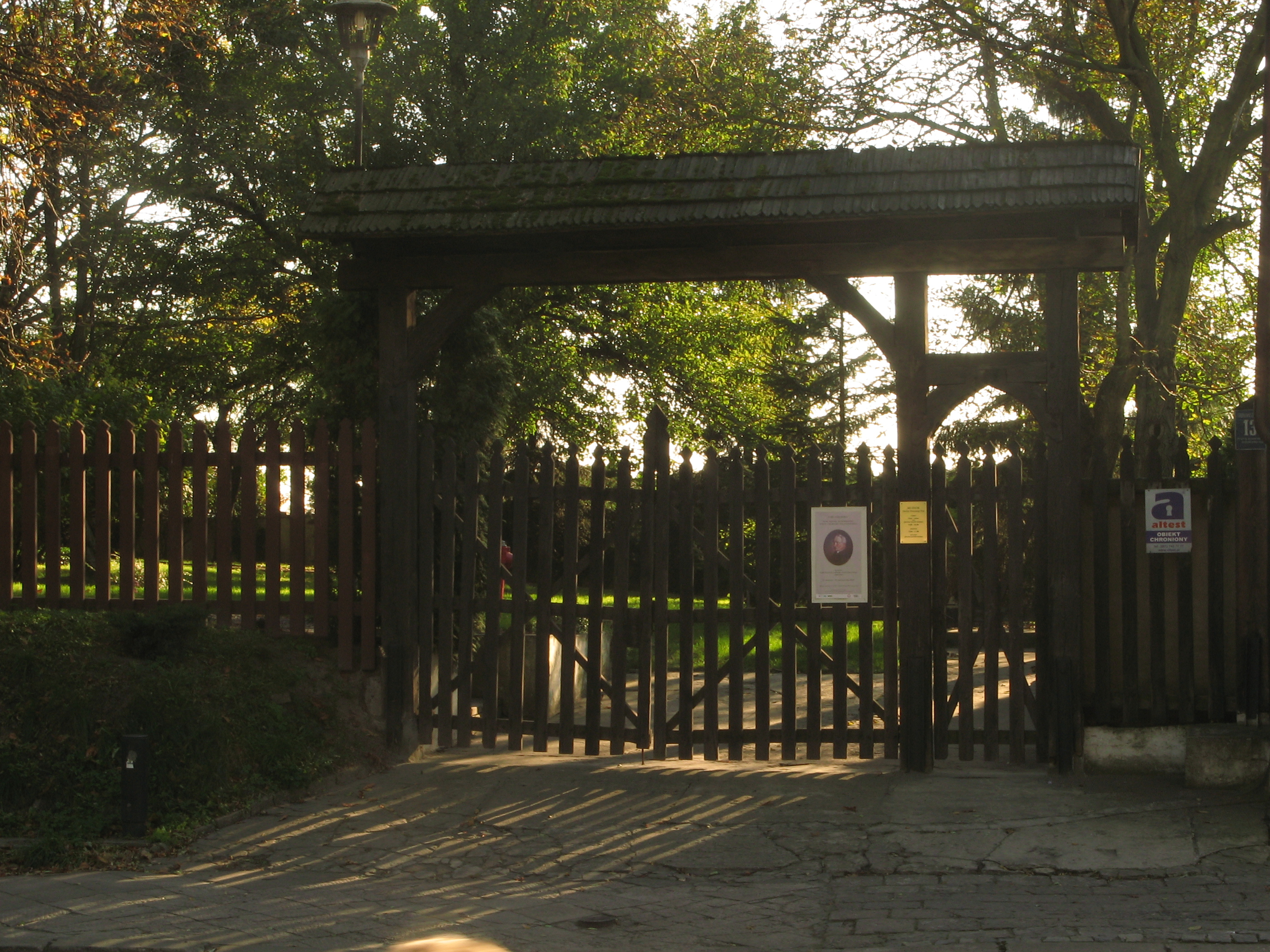